# Crețeni
Crețeni est une commune roumaine située dans le județ de Vâlcea.